# Wanjiku giáo viên
Carolyne Wanjiku Tharau, thường được gọi là Wanjiku giáo viên hoặc giáo viên Wanjiku, là một diễn viên hài, diễn viên và nhà sản xuất người Kenya.
Cô thành lập và là Giám đốc điều hành của Mwalimu Production, một công ty sáng tạo nội dung và nhân vật giáo viên Wanjiku được cải thiện và thêm hoạt hình đặc biệt dành cho trẻ em.

## Nghề nghiệp
Wanjiku bắt đầu nhân vật của Sư phụ Wanjiku trong một vở kịch Heartstrings được gọi là bộ lạc Kenya lần thứ 28 vào năm 2007. Cô nhận được sự ca ngợi và tiếp tục tham gia vào các vở kịch khác và làm việc hơn 30 vở kịch trong khi được trợ lý bởi đạo diễn Sammy Mwangi và Victor Ber, người sau này trở thành chồng của cô.
Bước đột phá của cô xảy ra khi cô bắt đầu thực hiện màn trình diễn đầu tiên của mình tại Churchill Show vào năm 2013, nhận được hơn 200.000 lượt xem Youtube và nhiều đề xuất hơn sau đó. Từ đó cô đã xuất hiện trên một số sân khấu ở Kenya và ở nước ngoài bao gồm cả The Hot Seatand. Cô rời Churchill vào năm 2014 sau khi hợp đồng của cô hết hạn và trở lại với một màn trình diễn của khách như chương trình kỷ niệm 15 năm cũng là sinh nhật lần thứ 40 của Daniel.
Cô đã có lần ra mắt truyền hình đầu tiên trên Citizen TV vào năm 2014 sau khi rời khỏi Churchill Show. Chương trình của cô, giáo viên Wanjiku, ra mắt trên Citizen TV trong cùng tuần với diễn viên hài của Dand Mess With Kansiime của Anne Comedy. Tuy nhiên, chương trình của cô đã bị loại do không đạt các tiêu chuẩn sản xuất. Sau đó, cô đã nghỉ biểu diễn trực tiếp để sinh con. Cô trở lại với một buổi trình diễn độc thoại tại nhà hát Quốc gia vào năm 2016 và buổi biểu diễn này là một thành công.